# Легенда Богги Крик
«Легенда Богги Крик» (англ. The Legend of Boggy Creek) — американский псевдодокументальный фильм ужасов 1972 года о «монстре Фаука», существе, похожем на снежного человека, которое, по сообщениям, видели в городе Фаук, штат Арканзас, и его окрестностях с 1940-х годов. В фильме сочетаются постановочные интервью с некоторыми из местных жителей, которые утверждают, что сталкивались с этим существом, а также реконструкции встреч на основе слов свидетелей. Режиссёр и продюсер фильма, Чарльз Б. Пирс, был продавцом рекламы, который убедил местную компанию грузоперевозок вложить деньги в фильм и нанял местных жителей (в основном учеников средней школы) для его завершения. Фильм был снят при бюджете в 160 000 долларов и вышел на экраны 8 августа 1972 года. В результате фильм имел огромный кассовый успех, собрав в прокате более 20 млн. долларов.
«Легенда Богги Крик» считается одним из самых значимых псевдодокументальных фильмов повлиявшим на становление данного жанра. Он также является одним из самых влиятельных фильмов своего времени о снежном человеке. Он породил несколько официальных и неофициальных продолжений, несколько фильмов подражателей и целую волну новых фильмов ужасов о снежном человеке, а также привёл к росту популярности криптозоологии.
После того как дочь Пирса Памула Пирс Барселу приобрела права на «Легенду Богги Крик», в 2019 году состоялась премьера ремастированной версии фильма.

## Сюжет
В самом начале взрослый мужчина размышляет о своём детстве, проведённом в маленьком южном городке Фаук, штат Арканзас, и о легендарном чудовище, которое терроризирует этот регион. Он вспоминает, как будучи подростком, рассекающим пустынные поля на закате, он испытывал чувство опасности всякий раз, когда слышал вдалеке одинокий вой существа.
Жители Фаука рассказывают перед камерой свои личные встречи с так называемым монстром Фаука. Согласно местному фольклору, монстр Фаука путешествует по извилистому ручью Богги Крик, который огибает крошечный городок и предоставляет существу лёгкий доступ к близлежащему населению. Как и сам ручей, существует естественный прилив и отлив в наблюдениях, которые так же загадочны и необъяснимы, как и само существо: некоторые годы проходят без каких-либо встреч, в то время как другие наполнены контактами между людьми и чудовищем. К несчастью для жителей Фаука, свирепость нападений, похоже, возрастает каждый раз, когда монстр Фаука возвращается после своего долгого отсутствия.
После многих напряжённых эпизодов, когда жители города Фаук становятся свидетелями появления страшного криптида, фильм завершается особенно страшной ночной осадой небольшого дома-трейлера. Несколько молодых замужних женщин проводят время вместе в доме, где одна из них кормит новорожденного ребёнка, пока их мужья находятся на работе в ночную смену. Внезапно среди ночи на их дом нападает монстр, он ходит вокруг дома пытаясь пробраться внутрь. Когда мужья возвращаются домой, то застают своих жён в панике. Желая отомстить, мужчины берут ружья и открывают шквальный огонь по периметру хижины, стреляя во всё, что движется. Наконец, монстр Фаука нападает на одного из мужчин и скрывается в лесу. В шоке семьи несут мужчину в местную больницу, и все клянутся никогда больше не приближаться к Богги Крик. Это существо так и не было поймано и, как говорят, до сих пор охотится в болотах южного Арканзаса.

## В ролях
- Верн Стиерман — рассказчик, озвучка
- Чак Пирс мл. — Джим в юном возрасте
- Уильям Штумпп — взрослый Джим
- Уилли Э. Смит — Вилли
- Ллойд Бауэн — играет самого себя
- Б.Р. Баррингтон — играет самого себя
- Джей Э. "Смоки" Крэбтри — играет самого себя
- Трэвис Крэбтри — играет самого себя
- Джон П. Хиксон — играет самого себя
- Джон В. Оутс — играет самого себя
- Бадди Крэбтри — Джеймс Крэбтри
- Джефф Крэбтри — Фред Крэбтри
- Джуди Холтом — Мэри Бет Сирси
- Мэри Б. Джонсон — сестра
- Луиз Сирси — играет самого себя
- Дина Луиза Савелл — ребёнок
- Филлип Брэдли — охотник подросток
- Билл Хант — охотник
- Монро Э. Смит — охотник
- Эдди Дж. Далмс — охотник
- Джеймс Э. Кобб — охотник
- Уильям Райт — охотник
- Эдди Бердиг — охотник
- Джерри Чэпман — охотник
- Рики Эшли — охотник
- Дэйв Р. Темплтон — охотник
- Джон Найт мл. — охотник
- Дадли Пикенс — охотник
- Джеймс Корнелл — охотник
- Джин Росс — охотник
- Томас Темплтон — охотник
- Херб Джонс — играет самого себя
- Стив Лайонс — подросток
- Пэтти Дуган — подросток
- Дэннис Ламб — мистер Кеннеди
- Лорейн Ламб — миссис Кеннеди
- Джордж Добсон — Джордж
- Дэйв Болл — Дэйв
- Джим Никлус — Джим
- Фло Пирс — Бесси Смит
- Памела Энн Пирс — ребёнок
- Тэмми Харпер — ребёнок
- Бобби Сплон — ребёнок
- Чарльз Уолравен — играет самого себя
- Робин Раффаелли — из эпизода с трейлером
- Кэти Кокс — из эпизода с трейлером
- Джинджер Хокинс — из эпизода с трейлером
- Гленн Кэррат — Бобби Форд
- Банни Деес — миссис Форд
- Джон Уоллис — мистер Форд
- Сара Кобл — миссис Тернер
- Дэйв О’Брайэн — мистер Тернер
- Билли Кроуфорд — Корки Хилл
- Джеймс Теннисон — арендодатель
- Эрнест Уолравен — играет самого себя
- Аманда Пирс — маленькая девочка
- Аарон Болл — ребёнок
- Кен МакЭлрой — доктор
- Сара Брюэрс — медсестра
- Гленда Пейдж — медсестра

## Производство
Чарльз Б. Пирс провёл несколько лет в конце 1960-х годов работая на Роджера Кормана, часто в качестве художника-постановщика. Также он занимался рекламным бизнесом. Однажды ему пришла в голову идея взять местную легенду из его родного арканзасского городка Фаук и превратить её в малобюджетный фильм, который он мог бы самостоятельно выпустить в прокат в кинотеатрах под открытым небом и в сельских кинотеатрах. Вместо того, чтобы тратить те небольшие деньги, которые у него были, на настоящих актёров, он решил использовать местных жителей. Тем более, что в тот момент в Арканзасе было мало кинопроизводства, из которого он мог бы привлечь опытных актёров. В результате Пирс решил отказаться от традиционной структуры повествования и вместо этого сосредоточить свои силы на создании псевдодокументального тона картины, в которой местные жители Фаука в основном изображали самих себя в инсценировках их предполагаемых встреч с чудовищем. Вместо того, чтобы создавать костюм снежного человека, который скорее всего смотрелся бы на экране неубедительно, Пирс решил сосредоточиться на нескольких напряжённых сценах, в которых существо никогда не видно чётко и полностью. Это присутствие чего-то таинственного, находящегося за кадром, стало фирменным стилистическим знаком Чарльза Пирса в более поздних его работах, таких как «Город, который боялся заката» (1976) и «Выселенные» (1979).

Молодой охотник встречает Монстра Фаука. Рекламный кадр наглядно демонстрирует работу Пирса с использованием внеэкранного пространства и глубины резкости

Часть денег на съёмку выделил местный бизнесмен Л. У. «Бадди» Ледуэлл, владелец компании грузоперевозок Ledwell & Son Enterprises. Так же свои деньги вложили композитор фильма Хайме Мендоса-Нава и редактор Том Бутросс. Фильм снимался в городе Фаук, штат Арканзас, Шривпорте штат Луизиана и в Тексаркане штат Техас.
Плакат к фильму был нарисован акриловыми красками ещё неизвестным на то время художником-иллюстратором Ральфом Маккуорри. Позже он рисовал постеры и к другим фильмам Пирса: «Город, который боялся заката» (1976), «Бутлегеры[en]» (1974), «Зимний ястреб[en]» (1975) и «Ветры осени[en]» (1976).

## Релиз
Премьера «Легенды Богги Крик» состоялась в старом кинотеатре города Тексарканы в августе 1972 году и стал настоящей кассовой сенсацией. Первоначально голливудские дистрибьюторы отказали Пирсу, но он арендовал кинотеатр за 3500 долларов в неделю и начал сам показывать фильм. Вскоре к кинотеатру выстроились очереди длиной в пять кварталов. После такого успеха Пирс нашел дистрибьютора, компанию Howco International Pictures, которая уже выпустила фильм в большой прокат. Дочь Пирса Аманда Сквитьеро утверждает, что у неё есть автобиографические записи, сделанные её отцом, в которых говорится, что фильм в конечном итоге заработал 25 миллионов долларов (166 миллионов долларов в переводе на 2021 года), но это невозможно проверить. По данным Variety, фильм заработал 4,8 миллиона долларов ещё в 1975 году в кинотеатральном прокате в Северной Америке. По данным официального сайта фильма, он собрал более 22 миллионов долларов, за все годы демонстрации картины в кинотеатрах и на телевидении. Сейчас киноведы сходятся лишь в том, что сборы фильма точно составили более 20 миллионов долларов.

## Релиз на домашних носителях
«Легенда Богги Крик» несколько раз неофициально выпускалась на VHS и DVD. В период с 2002 по 2011 год компании Hen's Tooth Video, Education 2000 Inc, Sterling Entertainment, Unicorn Video, RHR Home Video, Cheezy Flicks Entertainment и Film Trauma выпустили неофициальные издания фильма на DVD в первом регионе. DVD-версии имели низкое качество изображения, большинство из них, видимо просто были взяты из VHS релизов. В течение многих лет считалось, что фильм «Легенда Богги Крик» является общественным достоянием, и все VHS и DVD релизы были неофициальными. Однако Памула Пирс Барселу, дочь режиссёра Чарльза Б. Пирса, получила права на фильмы отца в 2018 году. Стив Ледуэлл из Ledwell & Son передал ей авторские права как на «Легенду Богги Крик» и другой фильм Пирса, «Бутлегеры», отец Ледуэлла, в своё время помогал финансировать «Легенду Богги Крик». «У нас есть чистый, ясный, красивый материал, который подвергается ремастерингу», — сказала Барселу, отметив, что для создания восстановленной версии были собраны вместе различные элементы, включая негативы из офиса Technicolor в Бербанке, Калифорния.
Фильм получил свой первый официальный релиз на DVD и Blu-ray с отреставрированной в 4K картинкой с оригинального негатива плёнки в январе 2020 года. «Легенда Богги Крик» была восстановлена в Музее Джорджа Истмена в Рочестере, штат Нью-Йорк, и в Audio Mechanics в Бербанке штата Калифорния.

## Критика

Чарльз Пирс (в центре, спиной к камере) руководит съёмками сцены осады дома, одной из последних сцен в фильме.

В наше время фильм считается культовой классикой и является одним из первых фильмов ужасов, снятых в документальном стиле.
Автор Дэвид Коулмэн писал, что сложная манера, в которой Пирс сочетает такие кинематографические приёмы и формы псевдодокументалистики и драматическое повествование, делает «Легенду Богги Крик» важной вехой в развитии жанра фильмов о снежном человеке. «Он нарушил существующие правила жанра, а затем собрал их воедино таким образом, что придал произведению сырость и актуальность», — отмечает Коулмэн.

## Анализ
Чарльз Пирс был таким же побочным продуктом своей эпохи, как и любой другой режиссёр того времени, и прямое влияние эстетики контркультуры 1960-х годов на «Легенду Богги Крик» очень глубоко. Пирс сильно углубился в создание своего фильма, он режиссировал, писал сценарий и даже сам был оператором. «Легенда Богги Крик» также переосмыслила географические ассоциации жанра с преимущественно гималайского контекста на Северную Америку, более привычную зону обитания бигфута. Это было особенно ново для поджанра подобных ужасов, вместо далёкого места и чужой культуры кинематографисты внезапно получили возможность использовать американские места и фольклор, более доступный для понимания целевой аудитории их фильмов. До этого в Голливуде снимались «лощённые» фильмы о снежном человеке, которые сохраняли голливудский тон и исполнение: дешёвые декорации, очевидные и повторяющиеся места съёмок, актёрский состав из фильмов категории B. Пирс же снимал в родном штате Арканзас и использовал преимущества знакомых ему пейзажей, большинство из которых редко, или вообще никогда не появлялись в голливудском кинематографе, что придавало фильму экзотический колорит.
«Легенда Богги Крик» имеет много технических недостатков. Например, некоторые ночные сцены очень плохо освещены. Однако Пирсу, с помощью телеобъективов, ловко удаётся держать существо на периферии кадра, это позволяет ему быстро переключать фокус с одной визуальной плоскости на другую, это позволяет внезапно обнаруживать монстра в мутном пространстве переднего или заднего плана.
С самых первых кадров фильм погружает зрителей в атмосферу таинственности. Блуждающая камера медленно исследует землю и воду вокруг Богги Крик. Оператор показывает бобров, черепах, ящериц и птиц беспрепятственно занимаются своими делами. Есть несколько неровных зумов, характерных для операторской работы того времени, несколько «неуклюжих» статичных кадров, которые, тем не менее, передают естественную красоту пейзажей. Данные продолжительные пейзажные сцены создают реальное ощущение разрастания дикой природы. Звуки дикой природы пронизывают саундтрек. Всё это Пирс делает для, того, что бы зритель чувствовал, что окружающая его природа исследована только на половину и она хранит свои тайны. Начальный монтаж фильма даёт возможность для таких размышлений и умело настраивает зрителя на то, что это якобы «правдивая» история. Вступление с показанной природой состоит из 23 сцен, некоторые их которых длятся по 30 секунд, фильм очень «грамотно и умно» создаёт нужную атмосферу, «но он никогда не раскрывает себя как художественный».

## Влияние
«Легенда Богги Крик» считается одним из самых влиятельных фильмов о снежном человеке своего времени. Благодаря ему многие нынешние учёные криптозоологи начали своё увлечение в данной области. В своей книге 1988 года Big Footnotes автор Дэниел Перез написал: «Мой личный интерес к монстрам впервые возник в возрасте 10 лет после просмотра фильма „Легенда Богги Крик“. Это послужило толчком, который привёл к случайному, серьёзному и полномасштабному увлечению этой темой». Автор книги Maryland Bigfoot Digest Марк Опсасник отмечает, что этот фильм вызвал у него интерес к снежному человеку в возрасте 11 лет. То же самое говорил и художник-криптозоолог Билл Ребсамен: «Мне было около 10 лет, когда я увидел этот фильм. На следующий день я сразу же пошёл в библиотеку и взял все книги о снежном человеке, которые смог найти». Честер Мур-младший, техасский журналист и автор книги Bigfoot South (2002), писал: «Увидев „Легенду Богги Крик“, я загорелся интересом к феномену снежного человека... влияние, оказанное на меня в юности, было огромным».
Многие люди из различных организованных групп по изучению снежного человека, включая Роберта Домингеса, Тима Клея, Рика Хейса и Джерри Хестанда говорили, что смотрели этот фильм в юности, и именно он привёл их в эту область. Организатор конференции «Техасский снежный человек» и основатель сайта Cryptomundo Крейг Вулхитер говорил: «Для меня это был решающий момент». «Легенда Богги Крик» также стала отправной точкой для автора криптофантастики Ли Мерфи и для Чада Остина, поклонника криптозоологии и президента компании Interactive Pilot, Inc.. Эрик Альтман, глава «Пенсильванского общества снежного человека», считает, что «Легенда Богги Крик» послужила толчком для начала его исследовательской деятельности.
Финансовый успех фильма поспособствовал созданию целой волны фильмов ужасов о снежном человеке, среди которых такие как: «Сасквоч, легенда о Бигфуте» (1976), «Существо из Чёрного озера» (1976), «Месть снежного человека» (1979), «Крики зимней ночи» (1979) и «Крик калеки» (1974). Эдуардо Санчес, один из режиссёров и сценаристов фильма «Ведьма из Блэр: Курсовая с того света» (1999) назвал фильм «Легенда Богги Крик» одним своих источников вдохновения при работе над фильмом. «Он напугал меня до смерти и преследовал несколько месяцев... Этот фильм напугал меня больше, чем любой другой, который я видел», — вспоминал Санчес. Как дань уважения фильму «Легенда Богги Крик», Санчес снял фильм о снежном человеке «Существует» (2014) и в нём есть прямое цитирование сцены нападения йети на хижину в конце фильма.
Автор книги The Bigfoot Filmography Дэвид Коулмэн отмечал, что силуэт монстра на постере фильма «стал визуальной вехой в жанре».
Дмитрий Соколов с сайта Disgusting Men, отмечает, что «Легенда Богги Крик» предвосхитил «феноменальный успех „Ведьмы из Блэр“ больше четверти века спустя». А формулу придуманную Пирсом о съёмках псевдодокументального фильма на основе реально существующей легенды определённой местности, так никто и не смог повторить, вплоть до конца 1990-х годов. В конце своего эссе автор говорит: «Можно сказать, что концепция „псевдодокументального хоррора“ в её современном виде была создана именно благодаря этому фильму».

## Продолжения

### Неофициальные сиквелы
В 1977 году вышел фильм «Возвращение в Богги Крик» с Доун Уэллс и Дана Плато в ролях. Героиня Уэллс по сюжету разыскивает трёх своих детей пропавших на болотах. Режиссёром фильма был Том Мур. Чарльз Б. Пирс не принимал участия в создании фильма, и в нём нет ни одного из элементов документального фильма.
В 2010 был снят «Богги Крик», а вышел в прокат 13 сентября 2011 года. Это ещё один неофициальный сиквел, не имеющий никакой связи с оригиналом (или его продолжением 1985 года). В фильме рассказывается о снежном человеке, который нападает на группу подростков, отдыхающих в вымышленном местечке Богги Крик, штат Техас. Автором сценария и режиссёром фильма является Брайан Т. Джейнс.

### Официальные сиквелы
В 1984 году вышел фильм «Богги Крик 2: И легенда продолжается». Пирс вернулся в режиссёрское кресло, сценарий написал он же, это было прямое продолжение оригинальной версии. Фильм рассказывает о приключениях профессора Арканзасского университета, роль которого сыграл сам Пирс и его студентов, одного из которых играл сын Пирса, во время их поездки в Фаук, для поиска и изучения существа. Несколько сцен в начале фильма были сняты в университете, в том числе футбольный матч команды Arkansas Razorbacks. Роль существа исполнил голливудский каскадёр, актёр и телохранитель Джеймс Фаубус Гриффит. Фильм был показан в одном из эпизодов «Таинственного театра 3000 года».